# Clinton Grant
Clinton Grant (* 27. November 1971; † 29. März 2014 in Port of Spain) war ein Bahnradsportler und Radsporttrainer aus Trinidad und Tobago.
Grant entstammte einer Radsportfamilie und begann 1987 selbst mit dem Radsport. Er war mehrfacher nationaler Meister von Trinidad und Tobago und Mitglied der Nationalmannschaft. Bei den Zentralamerika- und Karibikspielen gewann er 1994 Bronze im Sprint und 1998 gemeinsam mit Stephen Alfred und Michael Phillips Silber im Teamsprint. 1994, 1998 und 2002 startete er bei den Commonwealth Games; 1994 belegte er Platz fünf im Sprint. 
Nach seinem Rücktritt vom aktiven Radsport Anfang der 2000er-Jahre war Grant als Vereinstrainer und Assistent des Nationaltrainers tätig. 2013 betreute er das Nationalteam bei den panamerikanischen Bahnmeisterschaften der Junioren in Aguascalientes. Im selben Jahr wurde er vom Radsportverband von Trinidad und Tobago zum Trainer des Jahres gekürt. Hauptberuflich arbeitete er für eine Versicherungsgesellschaft.
Am 29. März 2014 wurde Grant, als er mit der Triathletin Rosanna Abraham auf der Straße trainierte, von einem Auto angefahren. Wenig später starb er im General Hospital von Port of Spain. Auch Rosanna Abraham wurde bei dem Unfall verletzt und musste notoperiert werden. Der damalige Sportminister des Landes, Anil Roberts, gab an, dass es allein in den drei Wochen vor diesem Unfall auf Trinidad mindestens sechs Vorfälle gegeben habe, bei denen Autofahrer Radsportler gefährdet hätten, und forderte die Autofahrer zu mehr Rücksicht auf, denn der Radrennfahrer, dem man beim Training auf der Straße begegnet, könnte ein kommender Medaillengewinner bei den Olympischen Spielen oder ein nationaler Held sein oder einfach ein „Trinbagonian brother“. Als Reaktion auf den Tod von Grant gründeten 150 Radfahrer im Juni 2014 die Initiative Share The Road T&T. Sie fordert Maßnahmen für die Sicherheit der Radfahrer wie Radwege und eine fahrradfreundliche Gesetzgebung, vor allem will sie aber für eine Veränderung des Bewusstseins der Autofahrer werben.